# PADI Open Water Scuba Instructor
 (avril 2023).
L'Open Water Scuba Instructeur PADI (OWSI) est le premier degré d'instructeur de l'organisation professionnelle internationale de plongée sous-marine PADI.

## Formation
Prérequis à l'obtention de la certification :
- être âgé d'au moins 18 ans
- être breveté PADI Divemaster, PADI Assistant Instructor ou équivalent
- avoir suivi une formation en premier secours depuis moins de 24 mois (PADI Emergency First Response ou équivalent)
- être Emergency First Response Instructor en statut actif ou équivalent (à compter du 1er mars 2009)
- justifier d'une expérience minimale de 100 plongées en milieu naturel

La formation est dirigée par un PADI Course Director et peut se faire selon deux modalités :
- Instructor Development Course (IDC) pour les PADI Divemaster
- OWSI Course pour les PADI Assistant Instructor

## Prérogatives
Le PADI OWSI (en statut actif) peut :
- superviser et accompagner des plongeurs brevetés ;
- diriger de façon autonome tous les programmes et cours PADI, du PADI Discover Scuba Diving jusqu'au PADI Divemaster (à l'exception des spécialités qui nécessitent un brevet d'instructeur de spécialité spécifique) ;
- diriger les cours de spécialité PADI (PADI Specialty Courses) Maîtrise de la Flotabilité (Peak Performance Buyancy), Project AWARE, AWARE Conservation du Récif Corallien et National Geographic Diver.

## Évolution
Le PADI OWSI peut suivre les formations d'instructeur de spécialité (PADI Specialty Instructor) et se présenter au brevet de PADI Master Scuba Diver Trainer. Il peut également suivre la formation de DSAT Gas Blender Instructor, DSAT Tec Deep Instructor, DSAT Tec Trimix Instructor et PADI Emergency First Response Instructor.